# Проспект Абуали Сино
Проспект Абуали ибн Сино — проспект в районе Сино в Душанбе. Проспект, как и район, назван в честь ибн Сина, известного на Западе как Авице́нна, средневекового учёного, философа и врача, представителя восточного аристотелизма. Самый известный и влиятельный философ-учёный средневекового исламского мира.

## Общие сведения
Проспект ориентирован с юга на север, начинается от пересечения с проспектом Саади Шерози и заканчивается перекрёстком с улицей Карамова.
На пересечении проспекта Исмаила Сомони и проспекта Абуали ибн Сино, напротив Республиканской больницы, расположена площадь имени Абуали ибн Сино.

## История
Долгое время название ибн Сино носила другая улица, которая при переименовании части проспекта Профсоюзов в проспект Абуали ибн Сино получила название имени Лутфулло Бузургзода (Бузургзаде). Южная часть до железной дороги некоторое время продолжала носить название проспект Профсоюзов.
В начале 1980-х годов практика многоэтажного жилого строительства в Душанбе приобрела характер целостных фрагментов жилой среды в виде крупномасштабных архитектурных организмов, что проявилось в 12 микрорайоне на пересечении проспектов Абуали ибни Сино (Профсоюзов) и Саади Шерози (Правды). Все дома в этом микрорайоне строились по проектам архитектора А. Подопригора. Подъем и строительство элементов 12-этажных домов осуществлялись по методу, который разработали армянские архитекторы и внедренному А. Подопригорой. Таким образом в 1981—1984 годах на проспекте были возведены первые в Душанбе многолучевые двенадцатиэтажные дома. 12-й микрорайон столицы, который строился несколько лет, стал одним из красивейших и ярких проектов строительства жилья для душанбинцев.
В феврале 2018 года начато строительство второй трёхуровневой развязки на пересечении проспектов Абуали ибн Сино и Исмоила Сомони в рамках реализации проекта по «Улучшению состояния региональной автотрассы Душанбе-Турсунзаде, участка дороги от памятника Абуали ибн Сино до западных ворот города Душанбе». Также, в 2018 году, в районе автовокзала был отреставрирован мост со строительством дополнительных дорог.

## Объекты на улице
- 29/31 — Посольство России
- 43 — Филармония
- 59 — Больница Караболо
- 110 — Автовокзал Asian Express
- 126 — Генеральная прокуратура